# Lista de episódios de Legendary (reality show)
A seguir, apresenta-se a lista de episódios de Legendary, um reality show de competição de voguing que explora a cultura de ballroom, subcultura LGBT que surgiu por volta da década de 1920, em Nova Iorque, nos Estados Unidos da América.
O primeiro episódio, "Welcome to My House", foi lançado em 27 de maio de 2020, pela HBO Max.

## Resumo
| Temporada | Temporada | Episódios | Exibição original    | Exibição original   |
| Temporada | Temporada | Episódios | Estreia de temporada | Final de temporada  |
| --------- | --------- | --------- | -------------------- | ------------------- |
|           | 1         | 9         | 27 de maio de 2020   | 16 de julho de 2020 |

### 1ª temporada
| N.º na série | N.º na temp. | Título                | Exibição original   |
| --- | ------------ | --------------------- | ------------------- |
| 1 | 1            | "Welcome to My House" | 27 de maio de 2020  |
| A ball inaugural começa com uma épica Grand March, a qual apresenta as icônicas Casas de Escada, Ebony, Ninja, Gucci, West, St. Laurent, Lanvin e Balmain arrasando para causar uma primeira impressão matadora. Qual delas reivindicará o primeiro título de "Casa Superior"? Os jurados Law Roach, Jameela Jamil, Leiomy Maldonado e Megan Thee Stallion decidem. |              |                       |                     |
| 2 | 2            | "Once Upon a Time"    | 27 de maio de 2020  |
| As Casas preparam-se para enfrentar três desafios em um baile de conto de fadas: "Efeito Rapunzel", no qual a performance com o cabelo é o centro das atenções; "Espelho, Espelho meu", no qual os concorrentes servem pele lisa, dentes brancos e estrutura óssea cortada; e "Três Ratinhos Fabulosos", no qual trios de cada uma das Casas desfilam em perfeita harmonia. O jurado convidado Tyson Beckford ajuda a selecionar a Casa Superior e a decidir qual delas será cortada (do original: chopped).                                                                   |              |                       |                     |
| 3 | 3            | "Circus Bezerkuse"    | 4 de junho de 2020  |
| Os voguers desencadeiam as suas loucuras internas no ball mais sombrio do mundo, "Circus Bezerkus", no qual a competição acirrada encontra um drama tão infeccioso que pode afetar os juízes. Esteja avisado: serão servidas performances arrepiantes e sem barreiras, e a presença da jurada convidada, Dominique Jackson, é imperdível. |              |                       |                     |
| 4 | 4            | "Wild Wild West"      | 11 de junho de 2020 |
| Tchau, pessoal! É hora do primeiro "Money Ball" da Legendary, no qual uma recompensa de US $ 25.000 aguarda os vencedores de três desafios disputados: "Venha & Veja-me", no qual os voguers vestem os seus melhores vestidos para ganhar giros atraentes; "Xerife of Sedução", no qual a confiança e o amor próprio são essenciais para vender o corpo; e "Mostruário de Manequins", no qual os fabulosos modelos se encontram com a pista. Qual Casa galopará para um status superior? O ator Nico Tortorella ajuda os juízes a decidir.                                     |              |                       |                     |
| 5 | 5            | "Remember the Times"  | 18 de junho de 2020 |
| Civilizações antigas podem emergir e sucumbir, mas qual Casa durará para sempre? Essa cerimônia retorna à moda "antiga" na "Marcha das Múmias", na qual os concorrentes imitam o estilo de performance de suas mães fundadoras. Em seguida, as Casas levantam as suas espadas e empurram os seus corpos ao limite para proporcionarem performances inesquecíveis no palco em "Guardiões do Guerreiro". A jurara convidada, Kelly Osbourne, mostra um grande amor pelo ballroom, enquanto uma batalha emocional entre as duas casas na Batalha de Redenção desenvolve-se.       |              |                       |                     |
| 6 | 6            | "Intergalactic"       | 25 de junho de 2020 |
| As Casas convocam os seus extraterrestres internos com um propósito que é realmente de outro mundo. "Ascensão dos Fembots" busca um membro selecionado de cada Casa para uma disputa de moda feminina antes que os concorrentes sirvam moda ousada e bizarra em "Leve-me ao seu líder". Mas eles podem estourar um movimento fabuloso o suficiente para abalar o tédio cada vez maior dos jurados? O rapper Taylor Bennett ajuda o júri a decidir qual atração gravitacional é a mais forte.                                                                                   |              |                       |                     |
| 7 | 7            | "Capes & Tights"      | 2 de julho de 2020  |
| Outro Money Ball encontra as Casas brigando por US $ 25.000, mas desta vez, um grupo maligno de supervilões ameaça roubar-lhes o dinheiro a qualquer momento. As Casas devem defender a sua honra em: "Queen Titans", na qual a pista encontra a moda; "Elastic Fantastic", na qual os braços angulares e mãos onduladas reinam supremos; "Super Fashionista", uma categoria mais bem vestida que exige confiança inabalável; e "Wonder Twin Power", na qual duplas de cada Casa juntam-se para salvar o dia. A modelo Winnie Harlow ajuda os juízes a eleger a Casa Superior. |              |                       |                     |